# Административное деление Киликийской Армении

Карта Киликийской Армении

Административное деление Киликийской Армении (арм. Կիլիկյան Հայաստանի վարչական բաժանում) — система административно-территориального деления, действовавшая в Киликийской Армении в XI-XIV веках. Впоследствии, после падения Киликийского армянского государства, данная административно-территориальная система сохранилась в качестве исторического административного деления Киликийской Армении.
В административно-территориальном отношении Киликийская Армения делилась на тридцать гаваров (арм. գավառ букв. «уезд»). Часть этих гаваров, а также крупные города входили в состав домена; другую часть составляли владения крупных феодалов, являвшихся вассалами царя. Таким образом, существовали гавары и города, которые подчинялись непосредственно царю и управлялись назначенными им чиновниками. Что же касается гаваров, которые входили в состав владений вассалов-вотчинников, то ими управляли пароны (арм. պարոն), которые, таким образом, выступали в качестве как землевладельцев, так и правителей. Гаварапеты (управители гаваров) были наделены административно-финансовыми, военными и судебными полномочиями. При гаварапетах действовали церакуйты − собрания или советы старейшин, которые участвовали в управлении гаваров, в большей степени в раскладке податей, натуральных и трудовых повинностей.
Каждый гавар состоял из многочисленных сельских общин, в которых система управления во многом совпадала с управлением в гаваре. В управлении сельской общиной участвовали и священники. Сельские общины составляли одновременно и приходы (арм. ծուխ «цух»), причем приход и община сливались в одну самоуправляющуюся единицу. Распорядительным органом сельской общины был совет старейшин (арм. ավագների խորհուրդ «авагнери хорурд»), который, во главе со старейшим его членом, ведал сборами в пользу церкви, духовенства, землевладельца и государства, а также расходами на сооружение храмов. Совет старейшин рассматривал гражданские споры между прихожанами и разбирал мелкие уголовные дела. В городах Киликийской Армении, особенно в тех, которые входили в состав домена, наряду с представителям; центрального правительства имелись органы самоуправления.
Представителем центрального управления в городе был вератесуч (арм. վերատեսուչ букв. «надзиратель»), являвшийся блюстителем порядке, наделённым полицейскими функциями. Помощниками вератесуча были танутеры (арм. տանուտեր), управляющие отдельными кварталами или районами города. В городах и в других крупных поселениях были представители финансового ведомства страны − «кафучие» (то есть привратники), непосредственно подчинённые вератесучу и взимавшие у ворот города пошлины на провозные товари и «крпкчи», взимавшие пошлины и ведали весами и мерами.